# Nosotros nunca moriremos
Nosotros nunca moriremos es una película dramática argentina de 2020 dirigida por Eduardo Crespo. Narra la historia de una madre y un hijo que deben atravesar un duelo por un ser querido que murió en circunstancias misteriosas. Está protagonizada por Romina Escobar y Rodrigo Santana. La película se estrenó mundialmente el 23 de septiembre de 2020 durante el Festival Internacional de Cine de San Sebastián, mientras que su estreno comercial en las salas de cines de Argentina fue el 4 de marzo de 2021.

## Sinopsis
Una madre recibe la trágica noticia de que su hijo de 22 años apareció muerto en un descampado. A partir de esto, decide viajar junto a su otro hijo al pueblo donde sucedió el hecho para averiguar los secretos detrás de la misteriosa muerte, mientras ambos atraviesan el duelo por la reciente pérdida.

## Elenco
- Romina Escobar como Mamá
- Rodrigo Santana como Rodrigo
- Brian Alba como Alexis
- Jésica Frickel como Bombera
- Giovanni Pelizzari como Luciano
- Sebastián Santana como Lugareño

## Recepción

### Comentarios de la crítica
La película recibió críticas positivas por parte de la prensa. Horacio Bernades de Página 12 puntuó a la cinta con un 8, afirmando «Nosotros nunca moriremos es uno de los films más logrados de [Crespo, Braverman y Loza]». Martín Haczek de la revista Caligari resaltó que «algunos de los momentos más notables de la película son esos en los que se permite romper su propia lógica; ser algo distinto a lo que le había propuesto de antemano al espectador y sacarlo, así, del régimen visual, sonoro y temático en el que estaba inmerso».
En una reseña para Otros cines, Diego Batlle escribió que se trata de «una pequeña, bella, cristalina, triste y sentida película» y que cuenta con una «talentosa directora de fotografía que logra capturar imágenes de ese enclave rural con su propio ritmo y su particular dinámica». Mariona Borrull Zapata de El antepenúltimo mohicano señaló que la película «se preocupa tanto por el sentir de una madre desolada como por el universo interior de aquelles que compartieron mundo con el fallecido, incluso de la forma más accidental».

### Premios y nominaciones
| Lista de premios y nominaciones | Lista de premios y nominaciones                                    | Lista de premios y nominaciones                       | Lista de premios y nominaciones                  | Lista de premios y nominaciones | Lista de premios y nominaciones |
| Año                             | Organización                                                       | Categoría                                             | Nominado/a(s)                                    | Resultado                       | Ref(s)                          |
| ------------------------------- | ------------------------------------------------------------------ | ----------------------------------------------------- | ------------------------------------------------ | ------------------------------- | ------------------------------- |
| 2020                            | Festival Internacional de Cine de San Sebastián                    | Concha de Oro                                         | Nosotros nunca moriremos                         | Nominado                        | [ 10 ]                          |
| 2020                            | Festival Internacional de Cine de Mar del Plata                    | Astor de Oro                                          | Nosotros nunca moriremos                         | Nominado                        | [ 11 ] [ 12 ]                   |
| 2020                            | Festival Internacional de Cine de Mar del Plata                    | Mejor montaje                                         | Lorena Moriconi                                  | Ganadora                        | [ 11 ] [ 12 ]                   |
| 2020                            | Festival Internacional del Nuevo Cine Latinoamericano de La Habana | Premio Coral                                          | Nosotros nunca moriremos                         | Nominado                        | [ 13 ]                          |
| 2021                            | Festival Internacional de Cine de Santa Bárbara                    | Premio nueva visión al cine español / latinoamericano | Nosotros nunca moriremos                         | Ganador                         | [ 14 ]                          |
| 2021                            | Premios Cóndor de Plata                                            | Mejor dirección                                       | Eduardo Crespo                                   | Nominado                        | [ 15 ] [ 16 ]                   |
| 2021                            | Premios Cóndor de Plata                                            | Mejor actriz                                          | Romina Escobar                                   | Nominada                        | [ 15 ] [ 16 ]                   |
| 2021                            | Premios Cóndor de Plata                                            | Revelación masculina                                  | Rodrigo Santana                                  | Nominado                        | [ 15 ] [ 16 ]                   |
| 2021                            | Premios Cóndor de Plata                                            | Mejor guion original                                  | Eduardo Crespo, Lionel Braverman y Santiago Loza | Ganadores                       | [ 15 ] [ 16 ]                   |
| 2021                            | Premios Cóndor de Plata                                            | Mejor música original                                 | Diego Vainer                                     | Nominado                        | [ 15 ] [ 16 ]                   |
| 2021                            | Festival Internacional de Cine LGBTQI+ Asterisco                   | Mejor interpretación                                  | Romina Escobar                                   | Ganadora                        | [ 17 ]                          |
| 2021                            | Festival Internacional de Cine Visionär de Berlín                  | Mejor interpretación                                  | Romina Escobar                                   | Ganadora                        | [ 18 ]                          |
| 2021                            | Fundación SAGAI                                                    | Mejor interpretación                                  | Romina Escobar                                   | Ganadora                        | [ 19 ]                          |
| 2022                            | Festival Internacional de Cine del Fin del Mundo                   | Mejor interpretación                                  | Romina Escobar                                   | Ganadora                        | [ 20 ]                          |